# Huerta de Murcia
La Huerta de Murcia es una comarca de la Región de Murcia (España). Dicha comarca natural comprende las tierras regadas por el río Segura y sus distintas canalizaciones desde el azud llamado Contraparada hasta el límite de la Región de Murcia con la Comunidad Valenciana. Su principal ciudad es Murcia.

## Municipios
Datos actualizados a fecha de 2020:
| Municipio    | Población | Superficie | Densidad |
| ------------ | --------- | ---------- | -------- |
| Murcia       | 459 403   | 881,86     | 520,95   |
| Alcantarilla | 42 345    | 16,24      | 2607,45  |
| Santomera    | 16 270    | 44,2       | 368,10   |
| Beniel       | 11 465    | 10         | 1146,5   |

## Delimitación

### La comarca natural

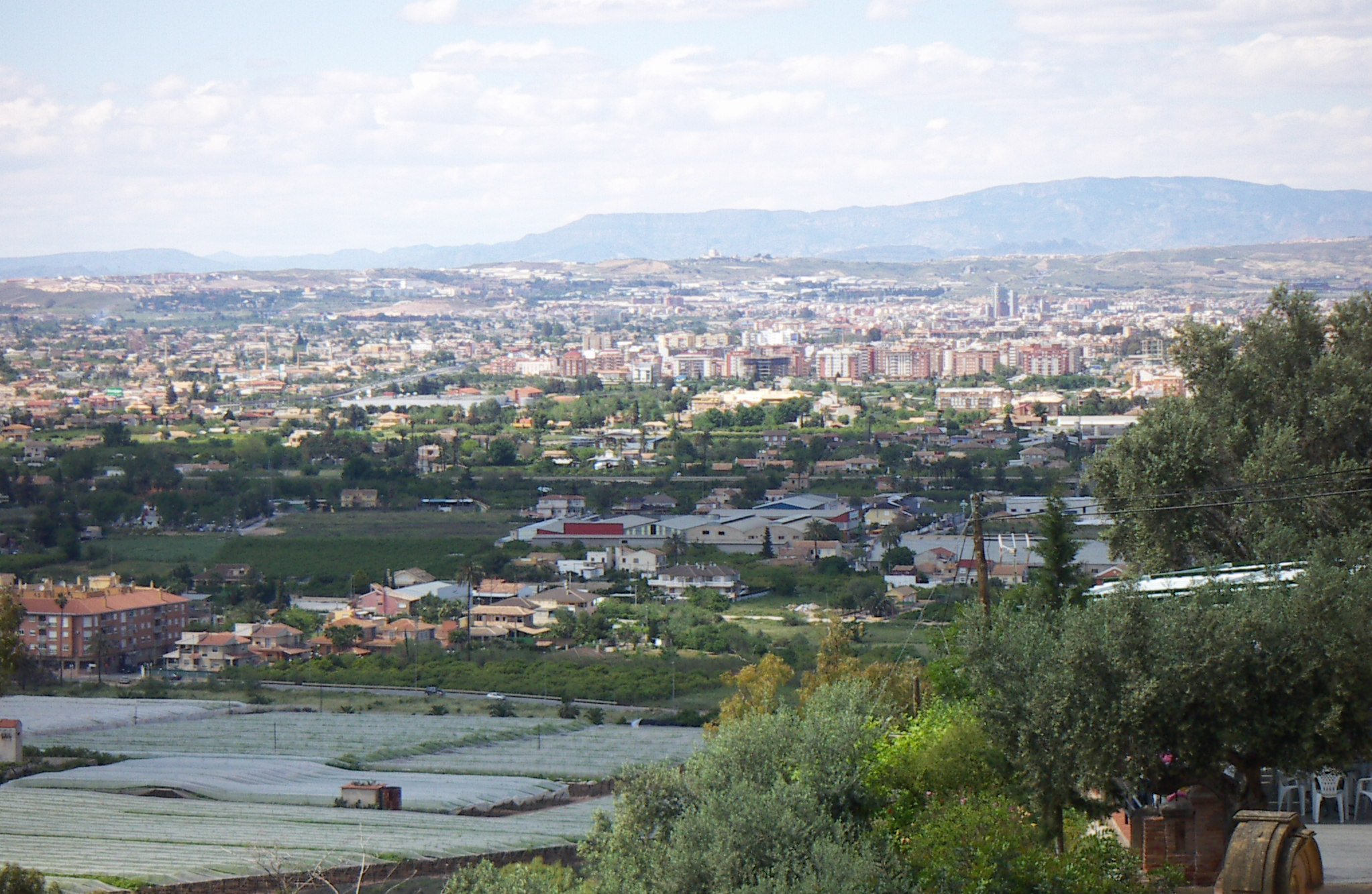
La vega del Segura desde la Cordillera sur, con la ciudad de Murcia al fondo.

La huerta murciana está delimitada al norte y al sur por dos alineaciones montañosas que bordean paralelamente la llanura fluvial del Segura y su afluente el Guadalentín, popularmente conocido en la zona como El Reguerón. La más próxima al mar es la cordillera prelitoral que separa la Huerta de Murcia del Campo de Cartagena y está constituida por la sierra de Carrascoy y su prolongación en las sierras del Puerto de la Cadena, la Cresta del Gallo, Miravete, Columbares y Altaona. La alineación norte forma parte del llamado reborde interior de la depresión prelitoral y está formada por las alturas mucho más modestas y aisladas, sin llegar a superar los 200 msnm ; son los cabezos de Guadalupe, Espinardo, El Puntal, Cabezo de Torres, Monteagudo y Esparragal, prolongándose en la provincia de Alicante por las sierras de Orihuela y Callosa de Segura.

Mapa del municipio de Murcia. En rojo, pedanías del Campo de Murcia, separadas por las sierras de Carrascoy, Puerto, Cresta del Gallo, Miravete y Columbares de las pedanías de la Huerta de Murcia (en marrón). Las cuatro pedanías del sector más occidental (Barqueros, Cañada Hermosa y las dos Sangoneras, tampoco pertenecen a la Huerta propiamente dicha, sino al Campo de Sangonera, final del Valle del Guadalentín en su unión con la Vega de Murcia.

Así definida, la comarca natural comprende la totalidad de los términos municipales de Alcantarilla, Santomera y Beniel y la mayor parte del término municipal de Murcia. Algunas pedanías de Murcia se encuentran en la vertiente sur de la cordillera prelitoral. Esta zona incluye las pedanías de Baños y Mendigo, Carrascoy-La Murta, Corvera, Gea y Truyols, Jerónimo y Avileses, Lobosillo, Los Martínez del Puerto, Sucina y Valladolises y Lo Jurado y constituyen lo que en Murcia suele denominarse Campo de Murcia. 
Geográficamente, este Campo de Murcia no pertenece a la comarca natural de la huerta de Murcia, sino a la del Campo de Cartagena, vertiendo sus aguas pluviales, no al río Segura, sino al Mar Menor por multitud de ramblas. Además, a diferencia del territorio que forma parte de la Huerta de Murcia, sus tierras eran en su mayoría de secano y no de regadío, aunque tras la llegada del Trasvase Tajo-Segura, la actividad agraria intensiva de regadío se ha ido trasladando paulatinamente a esta comarca dada su estructura de propiedad más amplia que el minifundio de la tradicional Huerta de Murcia.

### La comarca administrativa
La división de la Región de Murcia en comarcas fue prevista en el Estatuto de Autonomía de la Región de Murcia de 1982. Sin embargo, hasta ahora , la división comarcal prevista y su desarrollo legal aún no ha sido aprobado por la Asamblea Regional de Murcia. En las comarcalizaciones propuestas es frecuente que exista una comarca llamada Huerta de Murcia, aunque algunas propuestas incluyen el territorio de la comarca natural dentro de una comarca metropolitana denominada Área metropolitana de Murcia o denominaciones análogas. La propuesta de comarcalización más utilizada por el Gobierno Regional y otras instancias prevé una comarca llamada Huerta de Murcia que incluye la totalidad de los municipios de Alcantarilla, Murcia, Santomera y Beniel.

### Subcomarcas
El territorio de Huerta de Murcia se subdivide en siete sub-comarcas: 
- La Huerta-Margen izquierda
- La Huerta-Margen derecha
- Costera Norte
- Cordillera Sur
- Campo de Sangonera
- Campo de Carrascoy
- La Ciudad

## Evolución demográfica
| Municipio    | Población | Extensión | Densidad |
| ------------ | --------- | --------- | -------- |
| Alcantarilla | 41 084    | 16,24     | 2529,8   |
| Beniel       | 10 933    | 10,06     | 1093,3   |
| Murcia       | 436 870   | 881,86    | 495,4    |
| Santomera    | 15 319    | 44,2      | 346,58   |
| Total        | 504 206   | 952,36    | 529,42   |

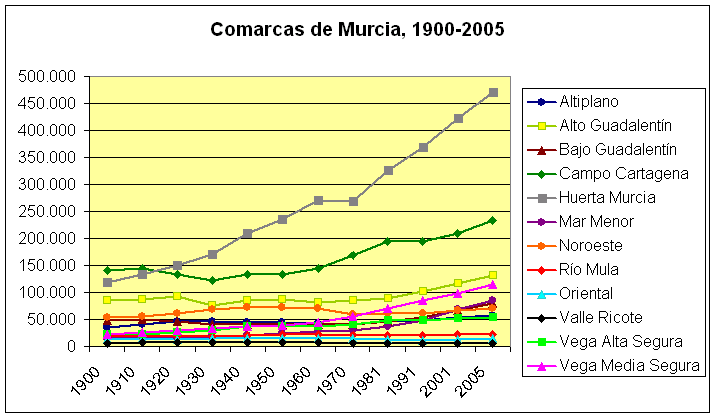
Evolución demográfica de la Huerta de Murcia (línea gris) en comparación con las otras comarcas de la región.
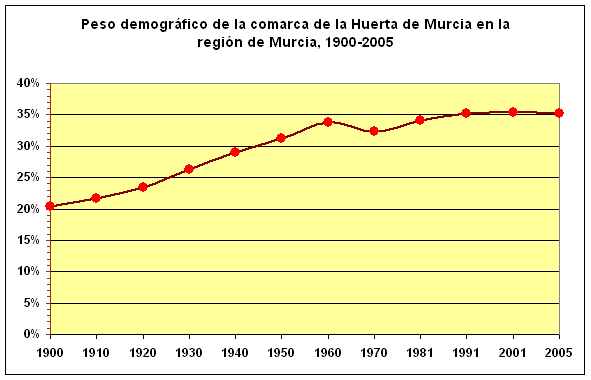
Evolución del peso relativo de la Huerta de Murcia en el total de la región.
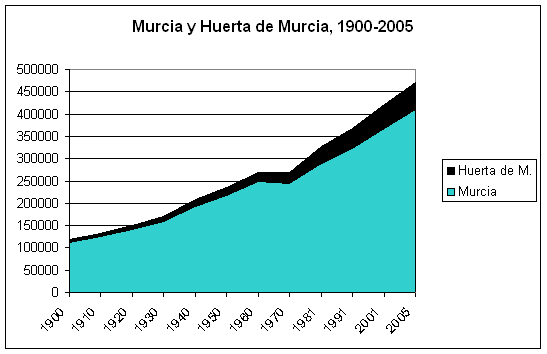
Evolución demográfica de la comarca (negro) y del municipio de Murcia (azul).
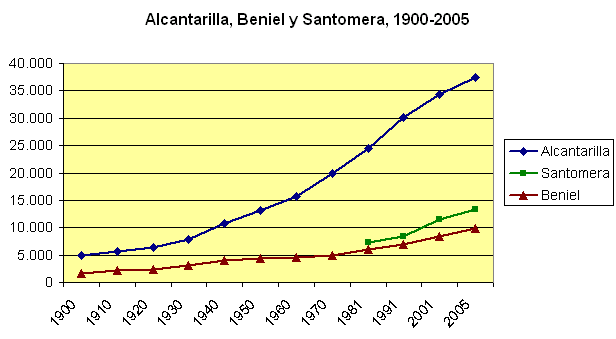
Evolución demográfica de Alcantarilla, Beniel y Santomera.

## Historia de la Huerta de Murcia
La Huerta de Murcia es un valle por el que discurre el río Segura que a lo largo de toda la Era Cuaternaria ha ido depositando con sus avenidas un lecho fértil para el cultivo, los aportes del río Guadalentín que desemboca en el Segura aguas abajo de la ciudad de Murcia, también han contribuido a la formación de la Huerta. Los primeros pobladores prehistóricos no habitaron el fondo del valle por ser tierras pantanosas y con alto riesgo de inundaciones, encontrándose restos argáricos en las faldas de los montes que bordean el valle del Segura.

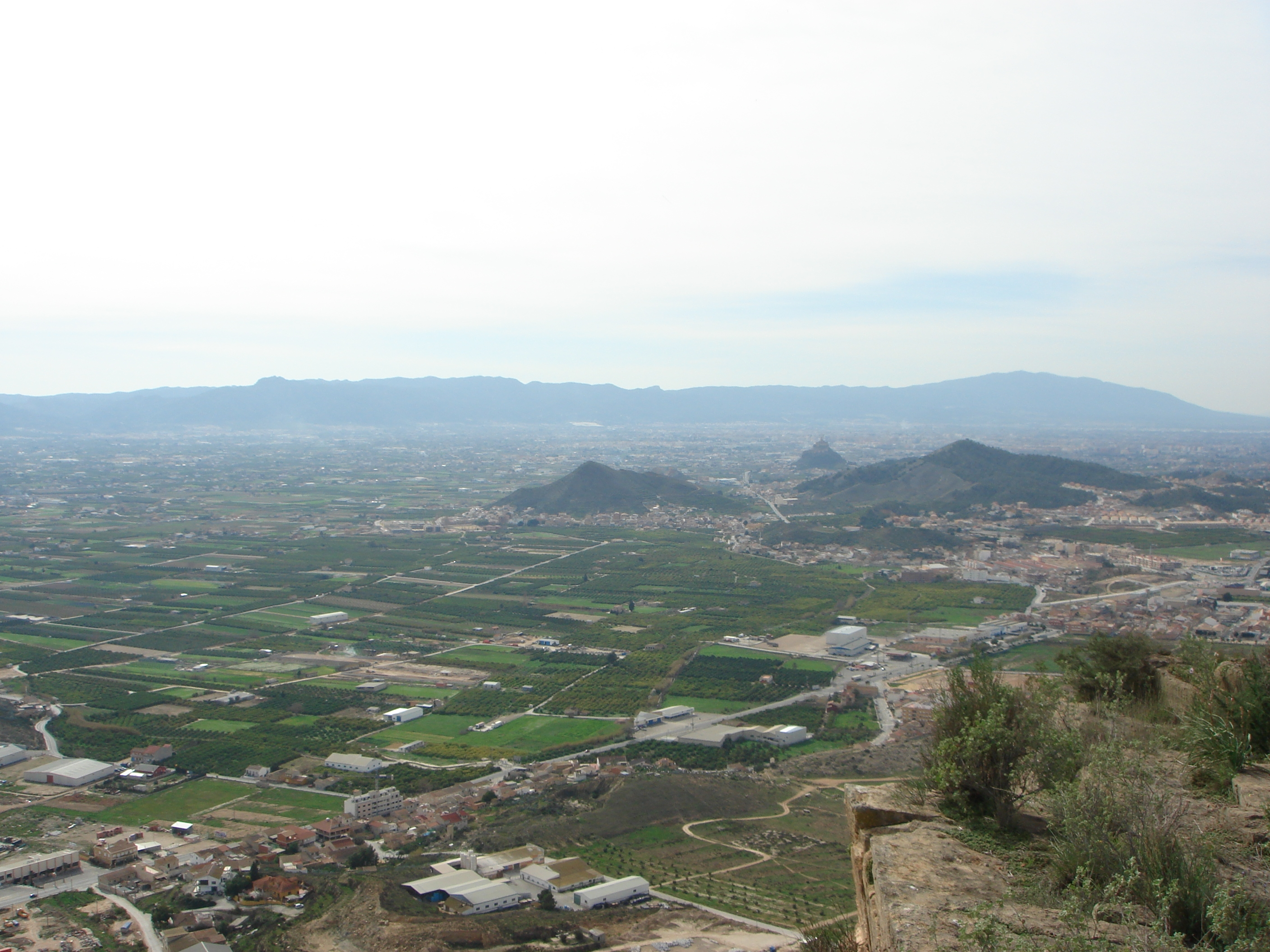
Vista de la Huerta de Murcia desde el Cabezo Bermejo en Cobatillas. Se observa al fondo la Sierra de la Cresta del Gallo, Columbares y Carrascoy, el Castillo de Monteagudo, el cabezo de El Esparragal, el de la Mina, y detrás la ciudad de Murcia.

Aunque los romanos ya cultivaban en la Huerta de Murcia, fueron los musulmanes los que desecaron los terrenos pantanosos y crearon un sistema de riego y de drenaje muy eficaz a partir de la Contraparada.
Tras la conquista de Murcia (1265-1266), muchos musulmanes huyeron a Granada y grandes terrenos de la huerta quedaron despoblados. Previamente, durante la etapa del protectorado de Castilla sobre la taifa de Murcia, el rey Alfonso X de Castilla ya había realizado un primer repartimiento de tierras entre cristianos en 1257. En los posteriores repartimientos, vinieron pobladores provenientes mayoritariamente de la Corona de Aragón (en un 72%), de la Corona de Castilla (en un 23%), Navarra, Francia, Italia y Portugal.
Tras la crisis del siglo XIV, a finales del siglo XV y durante el siglo XVI, se produjo un importante desarrollo agrícola con la introducción del naranjo y la morera, con la base de la industria de la seda. En estos siglos se construyeron importantes obras hidráulicas como el malecón, la supresión de algunos meandros del río, el encauzamiento de algunos tramos y la construcción de norias que elevaban el agua a bancales más altos para su riego.
En el último tercio del siglo XX y lo que va del XXI, la Huerta de Murcia ha sufrido un gran declive en cuanto a potencial agrícola. Muchas son las causas que lo originan, pero entre ellas se podrían destacar las siguientes:
- La continua subdivisión de las fincas hace que estas sean tan pequeñas que no sean rentables por dificultades en la mecanización sobre todo. Ello además aumenta su falta de rentabilidad, al ser parcelas tan pequeñas no son suficientes para mantener una agricultura profesional
- Presión urbanística, el uso de superficie de huerta para la construcción de nuevas infraestructuras (autovías, polígonos industriales, ferrocarril etc) y viviendas va en aumento.
- Envejecimiento de los pocos agricultores que quedan. La gran mayoría de los habitantes de la huerta ya no trabajan en ella, se dedican fundamentalmente al sector servicios en la ciudad o sus pedanías.
- Malos precios de los cítricos durante muchos años. En la huerta este tipo de cultivos junto con las hortalizas es el predominante.
- Otras zonas de la Región de Murcia, tales como el Campo de Cartagena, Valle del Guadalentín, Mazarrón, Águilas etc han superado a la tradicional Huerta de Murcia como zona de mayor importancia agrícola gracias a la llegada del agua del Trasvase Tajo-Segura a partir de finales de los años 70 y comienzos de los 80, a unas zonas que -con excepción del Guadalentín- eran tradicionalmente de secano (menos productivo que el regadío), y que cuentan con una estructura de propiedad más adecuada (mediana y gran propiedad), que lo alejan del minifundio de la Huerta de Murcia.

## Red de riego

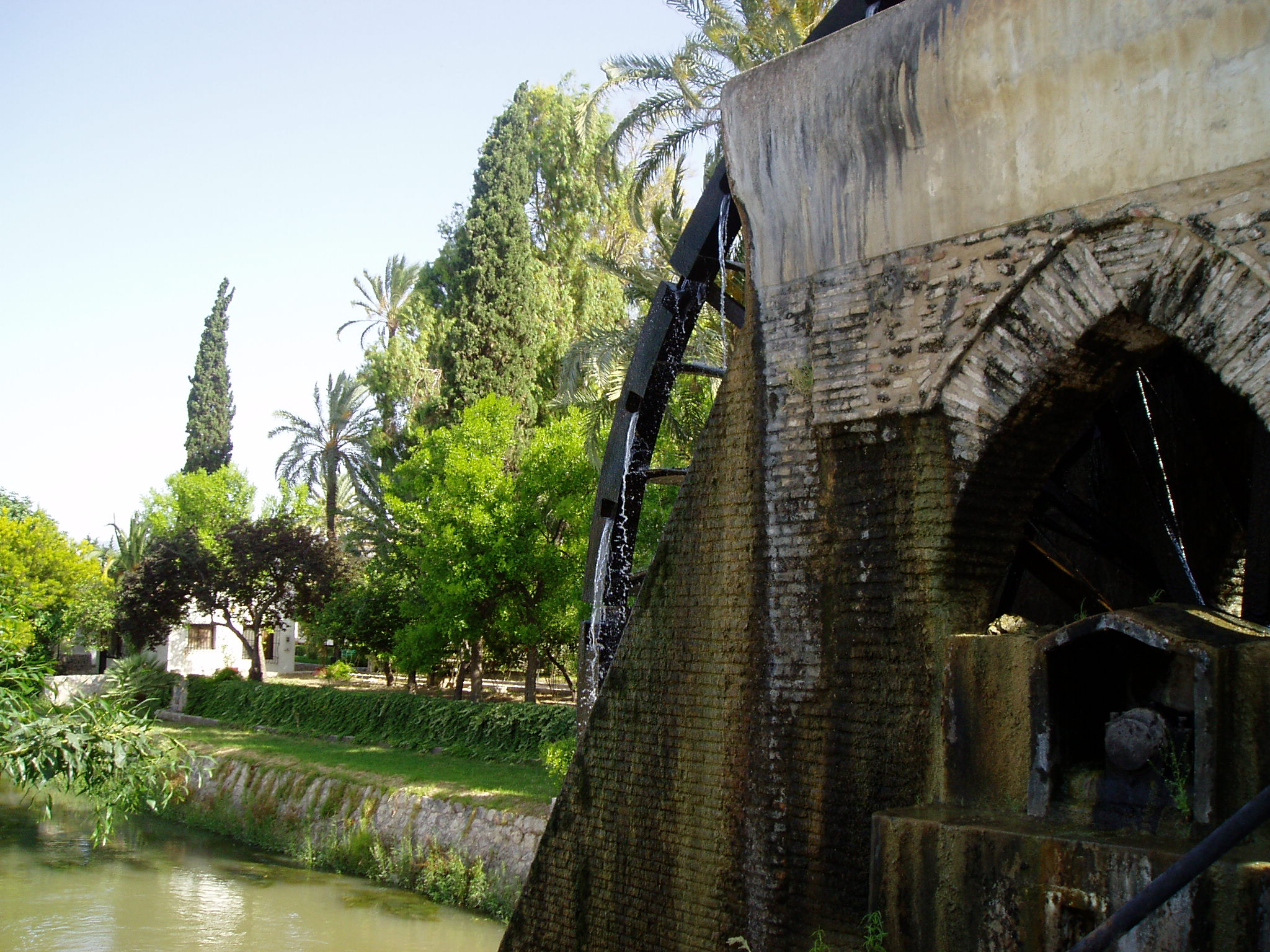
Rueda de Alcantarilla con el Museo etnológico al fondo.

La red de riego de la Huerta de Murcia es de las más antiguas de España y proviene de la época musulmana, en que se construían presas o azudes sobre el cauce del río, una de las más importantes existente en la actualidad es la Contraparada, a 7 kilómetros aguas arriba de la ciudad de Murcia.
El agua que se desvía del río es conducida por dos acequias mayores que discurren por los márgenes del Segura, la derecha o Acequia Mayor Alquibla (cuya etimología en lengua árabe significa "el Sur"), y la izquierda o Acequia Mayor Aljufía (que proviene del árabe "el Norte"). De ellas surgen el resto de acequias de la huerta, salvo la acequia de Churra la Nueva,  que también toma sus aguas directamente del río.
En tierras por encima de las acequias el agua es elevada mediante norias, un artilugio hidráulico movido por impulso de la corriente de agua que la eleva en sus calgilones a terrenos más altos.
A lo largo de la huerta de Murcia existen muchos canales de agua que tienen diferentes nombres según circulen aguas vivas procedentes de las acequias mayores o aguas muertas, de drenaje o de escorrentía. Así existen:
- Acequias mayores.
- Acequias menores o acequietas.
- Brazales.
- Landronas.
- Azarbes.
- Meranchos.

## Ordenanzas
Las Ordenanzas de la Huerta de Murcia tienen una larga historia. Se basan probablemente en las costumbres iniciadas y seguidas por la población musulmana que creó el sistema de riegos. Existe a partir de ahí toda una serie de documentos que recogen la normativa vigente a lo largo de las épocas. Las primeras Ordenanzas escritas datan del siglo XIV. Posteriormente se compilaron las de 1594, 1695 y 1702; éstas son las que se aplicaron durante un periodo de tiempo más dilatado. Todas las ordenanzas hasta el siglo XVIII no están ordenadas en cada Compilación, sino que éstas se limitan a recoger las normas que fueron surgiendo hasta el momento de ser compiladas.
Tras la caída del antiguo régimen, la forma de las Ordenanzas varió, estableciéndose un orden por materias y una división en capítulos compuestos de una serie de artículos. Las actuales Ordenanzas datan de 1849, y están basadas en un intento previo, el Proyecto de 1821, que al parecer no llegó a aplicarse por los problemas políticos del momento. No obstante, la actual versión de las Ordenanzas corresponde a las modificaciones de 1991-1992, para adaptarlas a la Ley de Aguas.
Dentro del contenido de las Ordenanzas actuales pueden destacarse las normas referentes a la descripción de la Huerta (Cap. I) y sus cauces (Cap. II), a las mondas u operaciones periódicas de limpieza de los cauces (Cap. III), los repartos o recaudaciones para la realización de objetivos de interés común (Cap. VI), la distribución y aprovechamiento de las aguas (Cap. VIII), y la parte institucional. Ésta describe lo que son los procuradores o representantes del heredamiento (Cap. V), los juntamentos o asambleas (Cap. VII), la Comisión Representativa de Hacendados como órgano ejecutivo (Cap. X), y el Consejo de Hombres Buenos, que es el órgano que resuelve las diferencias relativas a las Ordenanzas(Cap. XI).

## Heredamientos y acequias

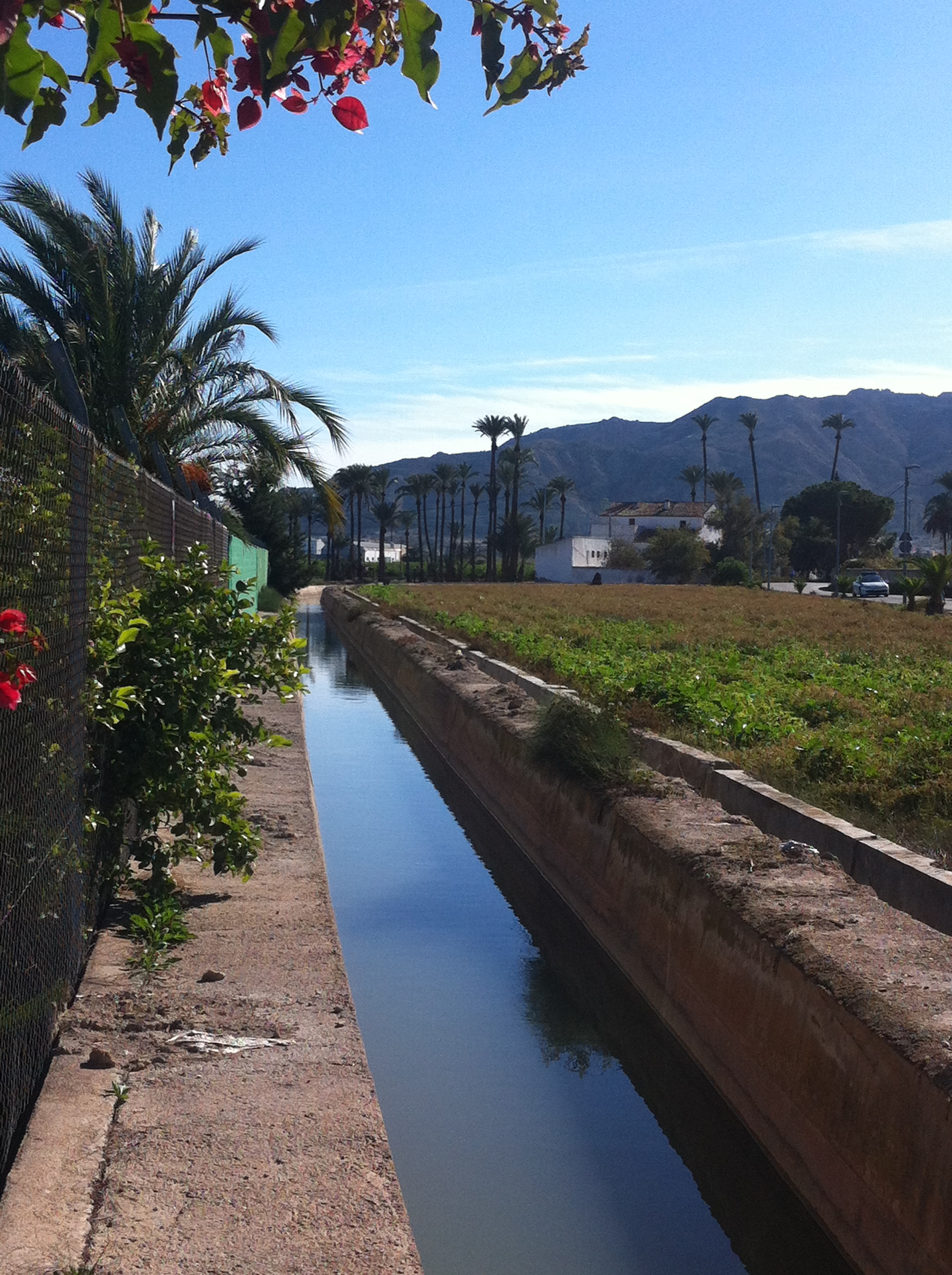
Paisaje típico de la huerta de Murcia en las proximidades de Torre Miralles entre Alquerías y Los Ramos.

Existen dos heredamientos generales, uno a cada lado del río al Norte y al Mediodía. Estos dos heredamientos generales se subdividen en heredamientos particulares que toman el nombre de las acequias con las que riegan. Por tanto, cada heredamiento particular se fundamenta en las tierras que reciben riego de la misma acequia y está formado por los propietarios de éstas, que tienen asimismo derecho al riego al estar asociado a la tierra.
Existen dos clases de aguas: 
- Aguas vivas (acequias). Las aguas tomadas directamente del río desde la Contraparada, y
- Aguas muertas (azarbes). Aguas de drenaje o escurrimbre. Hay que tener en cuenta que, si bien estas aguas son producto del avenamiento de las tierras y por estar a un nivel más bajo no pueden ser empleadas para el riego, en la zona oriental de la Huerta sí pueden serlo.

## Patrimonio
En la Huerta de Murcia se encuentra un importante patrimonio arbóreo, constituido tanto por los cítricos, como por los árboles históricos, entre los que destacan Los Pinos de Churra en Torre Alcayna, lugar por el que arribaron los Reyes Católicos a Murcia en 1488.